# Dirk Jora

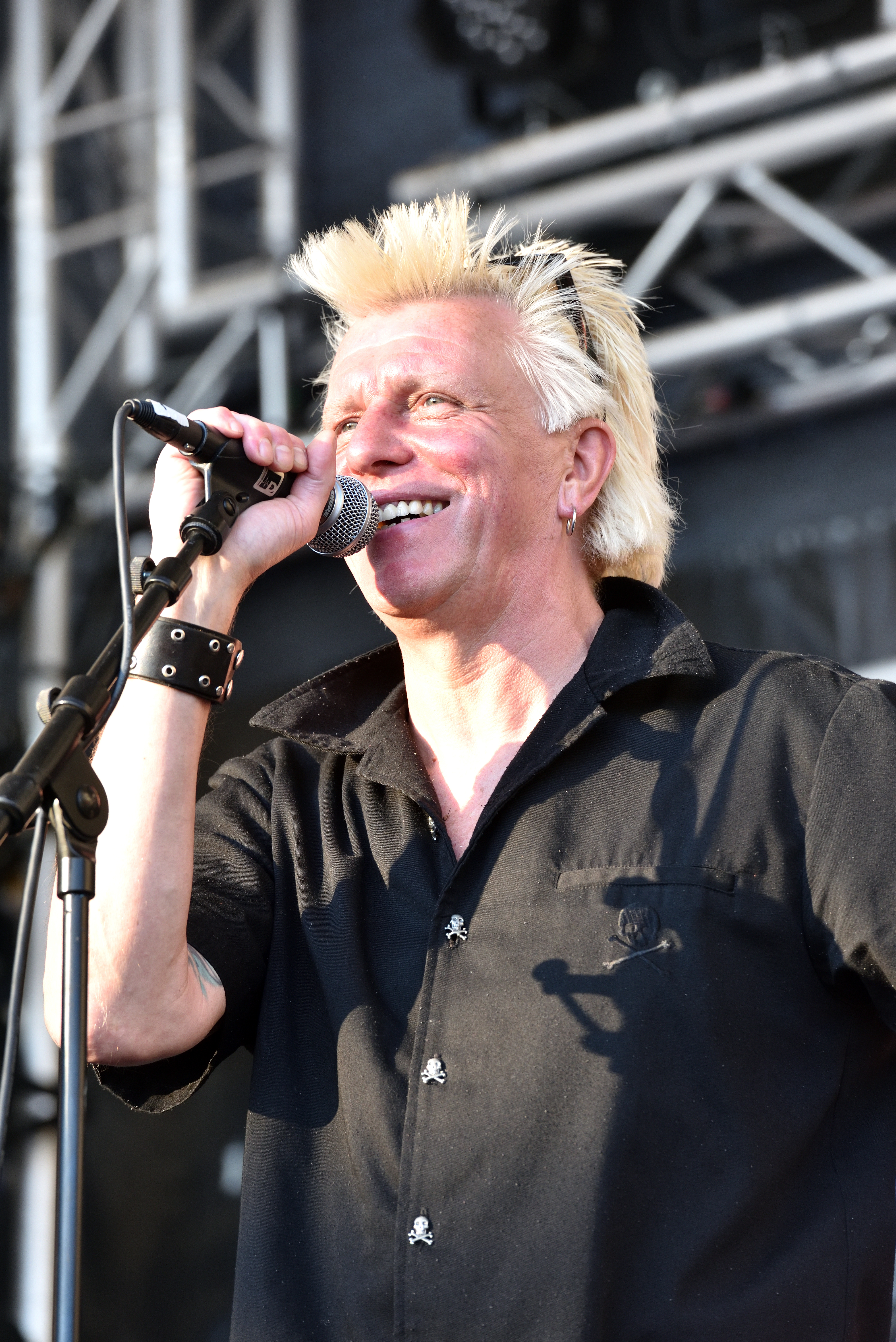
Dirk Jora 2016

Dirk Jora, mittlerweile unter dem Künstlernamen Diggen aktiv (auch: „Dicken“, „DJ Celtic“, „Swami Assango“; geboren 12. Februar 1960 in Hamburg-Hamm) ist ein deutscher Sänger, der vor allem als Frontmann der Punkband Slime bekannt wurde, deren Mitglied er bis Mitte 2020 war. Er sang außerdem bei C.I.A. und Rubberslime.

## Leben und Karriere
Jora ist als Sohn eines Matrosen und einer Hausfrau mit Schlagermusik aufgewachsen. Mit 16 Jahren verließ Jora das Elternhaus. Seine musikalische Sozialisation erlebte er durch Rock ’n’ Roll und Bands wie Led Zeppelin und The Clash. Später entwickelte Dirk Jora eine Vorliebe für skandinavischen Punk ’n’ Roll von Turbonegro, Backyard Babies, The Hellacopters und Gluecifer. Als Teenager radikalisierte er sich linkspolitisch zunächst beim Kommunistischen Bund, später dann in der Hamburger Hausbesetzerszene in der dortigen Hafenstraße. Er sang zunächst in der kurzlebigen Band The Kreislaufkollaps, der er jedoch rückblickend keine große Bedeutung in Bezug auf seine persönliche Entwicklung als Musiker beimisst.
1979 wurde er unter dem Namen „Dicken“ Mitglied der Punkband Slime, die kurze Zeit zuvor von Gitarrist Michael „Elf“ Mayer, Bassist Sven „Eddie“ Räther und Schlagzeuger Peter „Ball“ Wodok gegründet wurde. Als Sänger und Frontmann trägt er einen großen Mitverdienst an dem Erfolg der Band.
Slime löste sich kurz nach der Veröffentlichung ihrer vierten Platte Live in Berlin 1984 einstweilig auf, unter anderem wegen eines gespaltenen Verhältnisses zur Szene. So erklärte der Schlagzeuger Stephan Mahler: „Uns ging der Vorwurf, kommerziell geworden zu sein, furchtbar auf die Nerven. (…) Auf der anderen Seite waren wir für andere, große Teile der Punkszene die ‚Helden‘. (…) Wir wollten keine Helden sein und einige Leute wollten uns dazu machen. Wir sahen damals keine andere Lösung als aufzuhören.“ Dennoch spielte die Band in alter Besetzung weiterhin vereinzelte Konzerte. Nach der ersten Auflösung von Slime 1984 verdiente sich Dirk Jora seinen finanziellen Lebensunterhalt als Hilfsarbeiter im Ernst-Deutsch-Theater in seiner Heimatstadt Hamburg, in der Gastronomie und als Taxifahrer. Während seiner Tätigkeit am Ernst-Deutsch-Theater gehörten verurteilte Bankräuber und ehemalige Mitglieder der Roten Armee Fraktion zu seinen Arbeitskollegen. 1990 kam es zu einer Reunion von Slime und es entstanden die beiden Alben Viva la Muerte und Schweineherbst. 1994 trennte sich die Band ein zweites Mal. Im Jahr 1995 schloss er sein Soziologiestudium ab.
1998 gründete Jora mit seinem früheren Bandkollegen Elf die Band C.I.A. Es folgten das Album Codename Freibeuter und eine kurze Tour, danach stieg Jora aus der Band aus und C.I.A. löste sich auf. C.I.A. veröffentlichte außerdem in Zusammenarbeit mit Axel Kurth von der Band WIZO und Bela B. eine Coverversion von Rio Reisers Lied König von Deutschland.
2003 gründete sich aus ehemaligen Mitgliedern der Bands Slime und Rubbermaids die Band Rubberslime. Anlass für die Gründung dieser Supergroup war ein Solidaritätskonzert für den FC St. Pauli. Für den Verein schrieb die Band auch den Song Viva St. Pauli. Jora trat nun in Anlehnung an seinen Lieblingsverein Celtic Glasgow unter dem Namen DJ Celtic auf und trug auch oftmals das Trikot des Clubs. Es entstanden die Alben First Attack (2004) und Rock’n’Roll Genossen (2005). 2005 trennte sich die Band aus persönlichen Gründen von Jora.
2007 machte Jora nach eigenen Angaben eine Weiterbildung zum Übersetzer für Wirtschaftsenglisch.
2008 wirkte Jora als Interviewpartner in dem Punkfilm Chaostage – We Are Punks! (Regie: Tarek Ehlail) mit. Auch alte Hits von Slime fanden ihre Platzierung im Kinofilm.
2017 nahm Dirk Jora zusammen mit der Punk-Rock-Band Swiss und die Andern den Song Wir gegen die auf, für den ein schwarzweißes Musikvideo gedreht wurde, in dem das Punk-Trio Wizo einen Gastauftritt hat. Daraus entstand eine langfristige Zusammenarbeit zwischen Jora und Swiss und die Anderen.
Ab 2010 waren Jora und Elf mit neuen Bandmitgliedern erneut als Slime musikalisch aktiv und traten regelmäßig auf verschiedenen Bühnen auf. Ende Juli 2020 gab Jora den Ausstieg aus der Band bekannt. In einem persönlichen Statement verwies Jora auf „unüberbrückbare interne Probleme“ und sprach unter anderem von Differenzen bei der praktischen Umsetzung von Texten des letzten Slime-Albums sowie bei der Frage, wie die Band mit Crew- und Band-Mitgliedern umgehen sollte. Seiner Meinung nach hätte die Punk-Band Slime nach seinem Ausstieg ihren Bandnamen modifizieren oder sich umbenennen müssen, etwa in Slime 2.0.

## Sonstiges
Als es bei einem Konzert in den Berliner Pankehallen 1984 zu einer Auseinandersetzung mit Rechtsextremen kam, schrie Jora in einer berühmt gewordenen Ansage: „Passt auf, ihr Scheißer - ja? Uns ist das völlig egal, ob jemand aus Berlin kommt, aus Hamburg oder sonst woher. Ist uns völlig scheißegal, verstehst du? Scheißegal, ob jemand schwarz ist oder weiß, scheißegal, ob jemand Türke ist oder Deutscher, scheißegal! Versteht ihr mich, ihr Wichser? Ja? Und all die Leute haben Bock drauf, dass wir spielen. Und ihr kleiner Scheißhaufen werdet dieses Konzert nicht in' Arsch machen, sonst gibt es auf die Fresse, so satt und lang, wie ihr noch nie in eurem Leben auf die Fresse gekriegt habt! Klar, oder was?“

## Diskografie

### Mit Slime
- siehe Slime (Band)#Diskografie

### Mit C.I.A.
- 1998: Codename Freibeuter (Noise Records)

### Mit Rubberslime
- siehe Rubberslime#Diskografie

### Gastbeiträge
- 1987: Goldene Zitronen – Für immer Punk auf Porsche, Genscher, Hallo HSV
- 1988: The Legendary Nice Boys – My Youngest Son auf Hamburg ’88 (Sampler)
- 2012: Deichkind – Die rote Kiste auf Befehl von ganz unten
- 2014: Die Mimmis – All Cooks Are Bastards auf Fun Punks Not Dead
- 2017: Antilopen Gang – 110 auf Atombombe auf Deutschland
- 2017: Swiss und die Andern – Wir gegen die auf Wir Gegen Die (EP)
- 2021: Swiss und die Andern – Was geht die Scheiße dich an auf Orphan
- 2021: Swiss und die Andern - Keine Gewalt und Plenum auf Keine Gewalt/Plenum

## Medien
- DIGGEN! Mehrteilige Interview-Serie. Missglückte Welt, 2023. Online verfügbar